# Абдулхаликов, Махмуд Абдулхаликович
Махмуд Абдулхаликович Абдулхаликов (1 июля 1926, Гортколо, Хунзахский район — 9 декабря 2007, Махачкала) — актёр театра и кино, театральный режиссёр, публицист. Народный артист РСФСР (1971).

## Биография
Махмуд Абдулхаликов родился 1 июля 1926 года в селе Гортколо Хунзахского района. В 1941 году окончил школу и начал работу у в Аварском драматическом театре. 
За время работы Махмуд Абдулхаликов создал более 100 разноплановых ролей. Его работы вошли в историю национального театрального искусства, были отмечены критикой и наградами.
С 1978 года по 1982 год работал директором Аварского музыкально-драматического театра имени Гамзата Цадасы.
Ушёл из жизни 9 декабря 2007 года.

## Творчество

### Фильмография
- 1975 — Горянка — главный сват

## Звания и награды
- Народный артист Дагестанской АССР (1960).
- Заслуженный артист РСФСР (24.01.1966).
- Народный артист РСФСР (05.02.1971).
- Орден Дружбы (02.08.1997).
- Орден Трудового Красного Знамени.
- Орден «Знак Почёта».
- Медаль «За трудовую доблесть».
- Почётная грамота Республики Дагестан (26.10.2006)[3].